# Вихідний маркетинг
Перериваючий (або вихідний) маркетинг (від англ. - Interruption marketing) – це спосіб просування продукту шляхом постійної реклами, що включає різні акції, висвітлення в засобах масової інформації та продаж. Цей вид маркетингу вважається більш агресивною версією традиційного маркетингу, коли компанії фокусуються на пошуку клієнтів, покладаючись на рекламу.
Найчастіше перериваючий маркетинг називають вихідним, що породжує неоднозначність, оскільки раніше цей термін мав інше значення. Під ним малося на увазі поширення інформації про готовий продукт, яка розповсюджувалася серед потенційних клієнтів, які виявляли інтерес до продукту – тобто просування продукту шляхом стандартних маркетингових комунікацій.

### Типи вихідного маркетингу
Перериваючий маркетинг може здійснюватися за допомогою таких інструментів, як:
1. Facebook: просування товару чи послуги у стрічці новин чи інших розділах платформи.
2. Телемаркетинг: просування товару чи послуги під час телефонних розмов.
3. Реклама у друкованих ЗМІ: просування продукту за допомогою газет чи журналів.
4. Холодні дзвінки: обдзвін потенційних клієнтів, які раніше не контактували з продавцем, з метою просування продукту.
5. Поштова розсилка: відправка рекламних матеріалів поштою.
6. Розсилка електронною поштою  масове відправлення рекламних матеріалів по базі поштових адрес.
7. Реклама на ТБ та радіо: просування продукту за допомогою радіо та телебачення.

### Користь вихідного маркетингу
Рівень користі цього виду маркетингу безпосередньо залежить від того, чого компанія хоче досягти. Якщо в компанії є достатньо коштів для інвестування в рекламну кампанію, а керівництво націлене на отримання швидких результатів, то вихідний маркетинг може бути оптимальним варіантом. Більшість підприємств отримують прибуток саме завдяки використанню вихідному маркетингу. Автори порталу Site Pro News зазначають, що основна відмінність між довірчим та перериваючим маркетингом полягає в тому, що останній дає більш швидкі результати та дозволяє використовувати науковий підхід під час вимірювання рівня продажів. 
Маркетологи, що використовують вихідний маркетинг, повинні знаходити різні способи обробки відмов із боку потенційних клієнтів. Окрім того, у кожної рекламної кампанії є обмежений термін дії, а після закінчення цієї кампанії її необхідно запускати заново. Таким чином, відсоток повернення інвестицій, вкладених у рекламні кампанії, здебільшого досить низький. Вихідний маркетинг часто вважається погано орієнтованим методом, оскільки його не можна налаштувати під конкретну цільову аудиторію. Більше того, реклама відволікає клієнтів від їхнього поточного заняття, а тому найчастіше розглядається ними в негативному світлі.

### Довірчий та вихідний маркетинг
Довірчий маркетинг, на відміну від вихідного, сфокусований на тому, щоб клієнти самостійно знаходили інформацію про продукт. Головними складовими довірчого маркетингу є контент, пошукова оптимізація та соціальні мережі. За допомогою довірчого маркетингу компанія може будувати довгострокові відносини зі споживачами, які будуть вигідними у довгостроковій перспективі. Крім того, вхідний маркетинг дозволяє залучати на сайти цільову аудиторію, що сприяє підвищенню коефіцієнта конверсії. З розвитком сучасних технологій довірчий маркетинг стає дедалі ефективнішою і менш затратною стратегією просування продукту.
Брайан Халліган, директор і засновник HubSpot, зазначив, що техніка перериваючого маркетингу з часом втрачає ефективність. Він заявив таке:
|  | «Щодня середньостатистична людина стикається з більш ніж 2000 прикладами вихідного маркетингу і постійно використовує все креативніші способи, щоб заблокувати їх — наприклад, визначники телефонних номерів, фільтр спам-повідомлень, TiVo або супутникове радіо Sirius. Крім того, зараз набагато простіше отримати інформацію про новий продукт або придбати його через інтернет (за допомогою пошукових систем, блогів чи соціальних мереж), ніж вирушати на семінар до готелю Marriott або летіти на торгову виставку у Лас-Вегасі». |

Тим не менш, багато хто вже звик до тактики вихідного маркетингу через що компанії воліють витрачати рекламні бюджети саме на вихідний маркетинг. З метою отримання додаткової переваги деякі компанії комбінують вхідний та вихідний маркетинг, а також використовують кілька каналів просування для більш широкого охоплення аудиторії.